# Picaflors carminat
El picaflors carminat (Dicaeum igniferum) és un ocell de la família dels diceids (Dicaeidae).

## Hàbitat i distribució
Habita el bosc obert i matolls de les terres baixes de les illes de Sumbawa, Flores, Pantar i Alor, a les illes Petites de la Sonda.